# Präsidentschaftswahl in der Dominikanischen Republik 2008
Die Präsidentschaftswahl in der Dominikanischen Republik 2008 fand am 16. Mai statt. Insgesamt waren 5,8 Millionen Dominikaner aufgerufen, ihre Stimme abzugeben. Nach der Verfassung von 1966 ist die Dominikanische Republik eine präsidiale Republik. Staatsoberhaupt und oberster Inhaber der Exekutive (Regierungschef) ist der für vier Jahre direkt gewählte Präsident.
Im Januar 2007 nominierte der Partido Revolucionario Dominicano (PRD) Miguel Vargas Maldonado als seinen offiziellen Kandidaten, nachdem er die parteiinterne Wahl gegen Milagros Ortiz Bosch klar gewonnen hatte. Im Mai 2007 folgte der Partido de la Liberación Dominicana (PLD) und nominierte Leonel Fernández, der die parteiinterne Ausscheidung gegen Danilo Medina gewonnen hatte. Dieser beschwerte sich im Anschluss mit seinem berühmten Ausspruch „El estado se impuso“ („Der Staat hat sich durchgesetzt“), darauf anspielend, dass Ressourcen der Regierung dafür verwendet worden seien, um ihn zu besiegen. Noch mehr Wirbel verursachte die Wahl des Kandidaten des Partido Reformista Social Cristiano (PRSC) im September 2007. Nachdem Amable Aristy Castro die Wahl äußerst knapp gegen Eduardo Estrella gewonnen hatte, focht dieser die Wahl an und verließ, nachdem die Parteileitung darauf nicht eingetreten war, die Partei. Er bildete eine eigene Bewegung, den Partido Dominicanos por el Cambio, schloss eine Allianz mit dem Partido Revolucionario Social Demócrata (PRSD) von Hatuey De Camps und nahm als Kandidat des PRSD an der Wahl teil.
Zur Wahl traten damit sieben Kandidaten an. Da der von 2000 bis 2004 regierende Partido Revolucionario Dominicano (PRD) 2003 angesichts der anfänglich hohen Zustimmungsraten des damaligen Amtsinhabers Hipólito Mejía in der Hoffnung auf seine Wiederwahl die Aufhebung des Verbots der unmittelbaren Wiederwahl durchgebracht hatte, konnte Leonel Fernández Reyna vom Partido de la Liberación Dominicana (PLD) nach Ablauf seiner Amtszeit von 2004 bis 2008 erneut kandidieren. Laut Umfragen war er Favorit der Präsidentschaftswahl. Sein größter Herausforderer war der Unternehmer Miguel Vargas Maldonado vom PRD. Den übrigen fünf Kandidaten wurden keine Chancen eingeräumt, gewählt zu werden.
Im Wahlkampf gab es verschiedene Zwischenfälle, den gravierendsten kurz vor der Wahl in der Stadt Monte Cristi im Nordwesten des Landes, wo bei einer Auseinandersetzung zwischen Anhängern der beiden führenden Kandidaten vier Menschen ums Leben kamen.
Die absolute Mehrheit gewann Amtsinhaber Fernández wie erwartet schon im ersten Wahlgang, womit die Stichwahl in einem zweiten Wahlgang entfiel, der von der Verfassung für den Fall vorgesehen ist, dass keiner der Kandidaten im ersten Wahlgang die absolute Mehrheit erreicht. Fernández erhielt 53,83 % der Stimmen, sein Konkurrent Vargas erreichte 40,48 %. Vargas gestand seine Niederlage noch vor der Auszählung aller abgegebenen Stimmen ein.
Leonel Fernández trat somit nach 1996–2000 und 2004–2008 seine dritte Amtszeit als Staatspräsident an. Zum Vizepräsidenten wurde wie in der Amtsperiode zuvor Rafael Alburquerque gewählt.

## Wahlergebnis
| Kandidaten                                  | Kandidaten                    | Stimmen   | %    | Listen                                   | Stimmen   | %    |
| ------------------------------------------- | ----------------------------- | --------- | ---- | ---------------------------------------- | --------- | ---- |
|                                             | Leonel Fernández Reynagewählt | 2.199.734 | 53,8 | Partido de la Liberación Dominicana      | 1.836.468 | 44,9 |
| Alianza por la Democracia                   | Leonel Fernández Reynagewählt | 2.199.734 | 53,8 | 79.950                                   | 2,0       |      |
| Bloque Institucional Social Demócrata       | Leonel Fernández Reynagewählt | 2.199.734 | 53,8 | 51.759                                   | 1,3       |      |
| Fuerza Nacional Progresista                 | Leonel Fernández Reynagewählt | 2.199.734 | 53,8 | 48.554                                   | 1,2       |      |
| Partido Quisqueyano Demócrata Cristiano     | Leonel Fernández Reynagewählt | 2.199.734 | 53,8 | 39.717                                   | 1,0       |      |
| Unión Demócrata Cristiana                   | Leonel Fernández Reynagewählt | 2.199.734 | 53,8 | 39.319                                   | 1,0       |      |
| Partido de los Trabajadores Dominicanos     | Leonel Fernández Reynagewählt | 2.199.734 | 53,8 | 29.788                                   | 0,7       |      |
| Partido Popular Cristiano                   | Leonel Fernández Reynagewählt | 2.199.734 | 53,8 | 20.730                                   | 0,5       |      |
| Partido Liberal de la República Dominicana  | Leonel Fernández Reynagewählt | 2.199.734 | 53,8 | 20.214                                   | 0,5       |      |
| Partido de Unidad Nacional                  | Leonel Fernández Reynagewählt | 2.199.734 | 53,8 | 12.903                                   | 0,3       |      |
| Partido Renacentista Nacional               | Leonel Fernández Reynagewählt | 2.199.734 | 53,8 | 12.199                                   | 0,3       |      |
| Partido Demócrata Popular                   | Leonel Fernández Reynagewählt | 2.199.734 | 53,8 | 8.133                                    | 0,2       |      |
|                                             | Miguel Vargas Maldonado       | 1.654.066 | 40,5 | Partido Revolucionario Dominicano        | 1.576.149 | 38,6 |
| Partido Verde de Unidad Democrática         | Miguel Vargas Maldonado       | 1.654.066 | 40,5 | 31.447                                   | 0,8       |      |
| Movimiento Democrático Alternativo          | Miguel Vargas Maldonado       | 1.654.066 | 40,5 | 30.106                                   | 0,7       |      |
| Alianza Social Dominicana                   | Miguel Vargas Maldonado       | 1.654.066 | 40,5 | 16.364                                   | 0,4       |      |
|                                             | Amable Aristy Castro          | 187.645   | 4,6  | Partido Reformista Social Cristiano      | 187.645   | 4,6  |
|                                             | Eduardo Estrella Virella      | 19.309    | 0,5  | Partido Revolucionario Social Demócrata  | 14.118    | 0,3  |
| Partido Humanista Dominicano                | Eduardo Estrella Virella      | 19.309    | 0,5  | 5.191                                    | 0,1       |      |
|                                             | Guillermo Moreno García       | 18.136    | 0,4  | Movimiento Independencia Unidad y Cambio | 18.136    | 0,4  |
|                                             | Pedro de Jesús Candelier      | 6.118     | 0,1  | Partido Alianza Popular                  | 6.118     | 0,1  |
|                                             | Trajano Santana               | 1.533     | 0,0  | Partido Revolucionario Independiente     | 1.533     | 0,0  |
| Gesamt                                      | Gesamt                        | 4.086.541 | 100  |                                          | 4.086.541 | 100  |
|                                             |                               |           |      |                                          |           |      |
| Ungültige Stimmen                           | Ungültige Stimmen             | 27.103    | –    |                                          |           |      |
| Wähler                                      | Wähler                        | 4.113.644 | 71,4 |                                          |           |      |
| Wahlberechtigte                             | Wahlberechtigte               | 5.764.387 |      |                                          |           |      |
|                                             |                               |           |      |                                          |           |      |
| Quelle: Gaceta oficial n. 10510, 26/02/2009 |                               |           |      |                                          |           |      |

Die Wahlbeteiligung betrug 70,67 %, die niedrigste seit 1978 (in der Dominikanischen Republik herrscht für Stimmbürger unter 70 Jahren Wahlpflicht).